# Tisias van Syracuse
Tisias van Syracuse (Sicilië, 5e eeuw v.Chr.) of Τεισίας Teisías was een Oudgriekse redenaar op het eiland Sicilië, dat deel uitmaakte van Groot-Griekenland. Zijn naam in het Latijn is Tisias.
Tisias werkte in Syracuse op Sicilië; hij schreef redevoeringen voor rechtbanken. Zijn leermeester was Corax die een lesgever was in Syracuse en een handleiding schreef dat niet bewaard is gebleven. Tisias schreef zelf ook een handleiding of werkte deze van zijn leermeester Corax verder uit.
Zelf zou Tisias Isocrates, Gorgias en mogelijks ook Lysias als leerlingen gehad hebben, die in Syracuse studeerden alvorens actief te zijn in Athene.
Van Tisias' werk is niets bewaard gebleven. Wel citeren Plato, Aristoteles en Cicero hem.